# برج داجبابسكا غورا
برج داجبابسكيا غورا Dajbabska Gora Tower
هو برج إرسال واتصالات على قمة جبلية بجنوب مدينة بودغوريتسا عاصمة جمهورية الجبل الأسود. يبلغ ارتفاع البرج نحو 55 متر، ومنذ أن افتتح أصبح أحد المعالم الرئيسية للمدينة. تقع جمهورية الجبل الأسود في وسط شبه جزيرة البلقان على ساحل بحر إيجة.

## بناؤه
قامت «مفوضية الاتصالات الالكترونية وخدمات البريد» في جمهورية الجبل الأسود ببناء برج الاتصالات اللاسلكية خلال فترة 3 سنوات بين الأعوام2008 إلى 2011 . وتخلل بناء البرج مناقشات عديدة خاصة بشأن تكلفته التي بلغت نحو 5 ملايين يورو. وافتتح في 15 أمتوبر عام 2011.
سمي البرج باسم جبل «داجبابسكا غورا» Dajbabska Gora الذي يقع جنوب العاصمة، وأصبح من معالم العاصمة، ويزوره الكثير من المقيمين والسياح.

## اقرأ أيضا
- بودغوريتسا
- الجبل الأسود

## وصلات خارجية
aerial view of the tower